# Puccinia chaetochloae
Puccinia chaetochloae är en svampart som beskrevs av Arthur 1907. Puccinia chaetochloae ingår i släktet Puccinia och familjen Pucciniaceae.   Inga underarter finns listade i Catalogue of Life.